# Wendel
Wendel Raul Gonçalves Gomes, conhecido como Wendel (São Paulo, 25 de maio de 1984) é um ex-futebolista brasileiro que atuava como volante. 

## Carreira
Revelado pelas categorias de base do Corinthians, o volante Wendel tem pegada forte no meio-campo e muitas vezes também atua como zagueiro. Teve sua estréia no time principal na partida Corinthians 3 a 0 Juventude, em 24 de maio de 2003.
Possui também diversas passagens pelas Seleções Brasileiras de base e conquistou a medalha de prata nos Jogos Panamericanos de 2003 realizados em Santo Domingo.
Em 2006, foi emprestado ao Fortaleza por um inchaço no setor de meio de campo. Em 2007 voltou ao Corinthians para atuar tanto no meio de campo quanto na zaga.
Em 2012 acertou com o Mirassol Futebol Clube.
No mesmo ano fechou com o Guaratinguetá.
Em 2014 acertou com o Boa Esporte.
No mesmo ano acertou com o Rio Branco-SP.
Em 2015 acertou com o Brusque.
Em 2016 acertou com o Uberlândia.

## Títulos
Corinthians
- Campeonato Brasileiro: 2005[1]

Seleção Brasileira Sub-20
- Torneio da Malásia: 2003